# Apanteles meruloides
Apanteles meruloides är en stekelart som beskrevs av Nixon 1965. Apanteles meruloides ingår i släktet Apanteles och familjen bracksteklar. Inga underarter finns listade i Catalogue of Life.